# Elecciones parlamentarias de Israel de 1984
Las elecciones para el undécimo Knesset se celebraron en Israel el 23 de julio de 1984. La participación de los votantes fue del 78,8%. Los resultados hicieron que el Alineamiento volviera a ser el partido más grande en la Knesset, condición que había perdido en 1977. Sin embargo, el partido no pudo formar un gobierno con ninguno de los partidos más pequeños, lo que resultó en un gobierno de unidad nacional con Likud, con los líderes de ambos partidos, Shimon Peres y Yitzhak Shamir, ocupando el cargo de Primer Ministro durante dos años cada uno.
El país se encontraba conmocionado en aquel momento por distintas problemáticas, incluido el polémico incidente del autobús 300, en el que dos secuestradores palestinos fueron ejecutados sin juicio por miembros del Shin Bet ya terminado el secuestro, hecho que el gobierno israelí intentó ocultar y que provocó la indignación pública, así como la controvertida participación israelí en la Guerra Civil del Líbano, la Masacre de Sabra y Chatila y el atentado en los cuarteles militares de Tiro, todo lo cual afectó a la popularidad del gobierno likudista.

## Resultados
|  | 34.9 % |

|  | 31.9 % |

|  | 4.0 % |

|  | 3.5 % |

|  | 3.4 % |

|  | 3.1 % |

|  | 2.7 % |

|  | 2.4 % |

|  | 2.2 % |

|  | 1.8 % |

|  | 1.7 % |

|  | 1.6 % |

|  | 1.5 % |

|  | 1.2 % |

|  | 1.2 % |

|  | 0.7 % |

|  | 0.6 % |

|  | 0.3 % |

|  | 0.3 % |

|  | 0.3 % |

|  | 0.2 % |

|  | 0.2 % |

|  | 0.1 % |

|  | 0.1 % |

|  | 0.1 % |

|  | 0.1 % |

|  | 99.1 % |

|  | 0.9 % |

|  | 100.00 % |

|  | 78.8 % |

## Gobierno posterior
Debido al estancamiento producido por las elecciones, se decidió formar un gobierno de unidad nacional, con el Alineamiento y el Likud manteniendo el liderazgo durante dos años cada uno. Shimon Peres formó el vigésimo primer gobierno el 13 de septiembre de 1984, y además del Likud, la coalición incluyó al Partido Nacional Religioso, Agudat Israel, Shas, Morasha, Shinui y Ometz. Aparte de la unidad nacional, los gobiernos creados en tiempos de guerra (en particular el gobierno formado durante la Guerra de los Seis Días en el término de la sexta Knesset, que tenía 111 diputados), fue el gobierno más grande en la historia política israelí, con 97 MK.
Según el acuerdo de rotación, Peres renunció en 1986 y Shamir formó el vigésimo segundo gobierno el 20 de octubre de 1986. Shinui dejó la coalición el 26 de mayo de 1987.
La undécima Knesset también contenía dos partidos controvertidos, Kach y la Lista Progresista para la Paz (PLFP). Kach era un partido de extrema derecha que abogaba por la expulsión de la mayoría de los árabes israelíes, y aunque se había presentado en elecciones anteriores, no había superado el umbral electoral. En última instancia, el partido fue prohibido después de que se aprobara una ley que prohibía los partidos que incitaban al racismo. Los intentos realizados para impedir que Kach compitiera en las próximas elecciones también afectaron al PLFP, ya que la adición del artículo 7 a la Ley Básica que trata el Knesset ("Lista de Prevención de Participación de Candidatos") incluyó la prohibición de los partidos que negaron la existencia de Israel como estado judío:
Una lista de candidatos no participará en las elecciones al Knesset si sus objetos o acciones, expresamente o por implicación, incluyen uno de los siguientes ... negación de la existencia del Estado de Israel como el estado del pueblo judío.
Sobre esta base, el Comité Central de Elecciones prohibió inicialmente que el PLFP se postulara para las elecciones de 1988, argumentando que sus políticas promovieron el escape de Israel como estado judío. Sin embargo, la decisión fue anulada por la Corte Suprema de Israel y el partido pudo competir en las elecciones, ganando un escaño. Sin embargo, la ley no fue anulada, la Corte Suprema simplemente decidió que era imposible determinar si "el propósito real, central y activo [del FPLP] es lograr la eliminación del Estado de Israel como el estado del pueblo judío" y se hicieron intentos de prohibir los partidos árabes israelíes Balad y Ta'al usando la misma ley antes de las elecciones de 2003.